# Lagarde-Marc-la-Tour
Lagarde-Marc-la-Tour ist eine französische Gemeinde mit 935 Einwohnern (Stand 1. Januar 2022) im Département Corrèze in der Region Nouvelle-Aquitaine. Sie gehört zum Kanton Sainte-Fortunade und zum Arrondissement Tulle.
Sie entstand mit Wirkung vom 1. Januar 2019 als Commune nouvelle durch Zusammenlegung der ehemaligen Gemeinden Lagarde-Enval und Marc-la-Tour, die in der neuen Gemeinde den Status einer Commune déléguée besitzen. Der Verwaltungssitz befindet sich in Lagarde-Enval.

## Gliederung
| Ortsteil                        | ehemaliger INSEE-Code | Fläche (km²) | Einwohnerzahl zum 1. Januar 2022 |
| ------------------------------- | --------------------- | ------------ | -------------------------------- |
| Lagarde-Enval (Verwaltungssitz) | 19098                 | 21,55        | 794                              |
| Marc-la-Tour                    | 19127                 | 06,59        | 141                              |

## Lage
Nachbargemeinden sind Ladignac-sur-Rondelles im Norden, Pandrignes im Nordosten, Saint-Paul im Osten, Saint-Sylvain und Forgès im Südosten, Albussac im Süden und Sainte-Fortunade im Westen.